# Îlot de Langerhans
Pour les articles homonymes, voir Îlot (homonymie).
Ne doit pas être confondu avec Cellule de Langerhans.

Un îlot de Langerhans

Les cellules des îlots de Langerhans (ou îlots pancréatiques, insulae pancreaticae) sont des cellules endocrines (produisant des hormones) du pancréas regroupées en petits amas (ou îlots) disséminés entre les acini séreux (cavités arrondies débouchant sur le canal pancréatique).

## Historique
Ces îlots furent décrits en 1868 par le biologiste allemand Paul Langerhans (1847-1888). Ils furent nommés « îlots de Langerhans » en son honneur par Édouard Laguesse, par ailleurs créateur du mot « endocrine ».

## Structure
Les îlots de Langerhans représentent environ 1 à 2 % de la masse du pancréas, soit 1 à 1,5 gramme. Un adulte possède entre 750 000 et 1 500 000 îlots, la plupart situés à l'arrière du pancréas. D'une taille comprise entre 50 et 900 µm, l'îlot est ainsi constitué de quelques cellules pour les plus petits îlots, et d'environ 5 000 cellules pour les plus grands.
Les hormones produites par les îlots de Langerhans sont sécrétées directement dans la circulation sanguine par au moins quatre types de cellules :
- l'insuline est produite par les cellules bêta (65-80 % des îlots ; situés au centre des îlots) ;
- le glucagon est produit par les cellules alpha (15-20 % ; situés en périphérie des îlots) ;
- la somatostatine est produite par les cellules delta (3-10 %) ;
- le polypeptide pancréatique par les cellules F (en) (ou PP) (1 %) ;
- la ghréline est produite par les cellules Epsilon (en).

Les cellules insulaires peuvent s'influencer par une communication autocrine et paracrine. Ainsi, l'insuline peut-elle réguler sa propre biosynthèse, par l'intermédiaire de récepteurs à insuline sur la cellule bêta elle-même, mais aussi sur la biosynthèse des cellules insulaires voisines au sein de l'îlot.